# لورنزو سیبیلانو
لورنزو سیبیلانو (انگلیسی: Lorenzo Sibilano؛ زادهٔ ۱۰ ژوئیهٔ ۱۹۷۸) بازیکن فوتبال اهل ایتالیا است.
از باشگاه‌هایی که در آن بازی کرده‌است می‌توان به باشگاه فوتبال هلاس ورونا، باشگاه فوتبال باری، و باشگاه فوتبال کروتونه اشاره کرد.